# Burgstall Forst
Der Burgstall Forst bezeichnet eine abgegangene Niederungsburg auf der Flur Rebstock 500 m nördlich der Höfe von Forst, einem heutigen Ortsteil der Gemeinde Michelfeld im Landkreis Schwäbisch Hall in Baden-Württemberg.
Von der ehemaligen Burganlage soll noch ein Abschnittsgraben erhalten sein.